# Les Innocents (miniserie televisiva)
Les Innocents è una miniserie televisiva francese prodotta e diretta da Frédéric Berthe. e trasmessa per la prima volta nel gennaio 2018. 
Composta da una sola stagione di sei episodi, la serie è stata trasmessa su TF1 in Francia dall'11 al 25 gennaio 2018 e su La Une in Belgio dal 7 al 21 gennaio.
Si tratta di un adattamento della miniserie televisiva norvegese Øyevitne, che aveva già ispirato Eyewitness negli Stati Uniti e Valea Mută in Romania, ma presenta differenze significative con l'originale, specialmente per quanto riguarda il suo esito.

## Trama
Credendosi soli tra le montagne, Yann e Lucas, due adolescenti che scoprono un'attrazione reciproca, sono testimoni di un massacro ma decidono di tacere per paura che si scopra della loro relazione. Si ritrovano braccati dall'assassino, mentre tutti quelli che potrebbero smascherarlo vengono assassinati uno dopo l'altro. Helen, la zia di Yann, conduce l'inchiesta con l'aiuto del misterioso Commissario Berg. Nel bel mezzo del traffico di droga, una guerra di caratteri e intrighi in amore, cerca di svelare l'enigma mentre protegge la sua stessa famiglia.

## Cast

### Attori principali
- Odile Vuillemin : Hélène Siquelande, zia di Yann, capitano di gendarmeria
- Tomer Sisley : Ronan Berg, commissario divisionale, alias « Lancelot »
- Jules Houplain : Yann Desgrange
- Victor Meutelet : Lucas Moreau

#### Polizia del SRPJ di Perpignan
- Barbara Cabrita : Camille Berger
- Cyril Gueï : Marco Desroux

#### Famiglia di Yann
- Alexis Loret : Stéphane Siquelande, marito di Hélène Siquelande e zio di Yann
- Charlotte Valandrey : Anne Desgrange, madre di Yann

#### Famiglia di Lucas
- Stéphan Guérin-Tillié : Éric Moreau, padre di Lucas
- Karine Texier : Leïla Moreau, madre di Lucas

#### Famiglia di Léna
- Olivier Marchal : Milo Ubieta, padre di Lena
- Laura Renoncourt : Léna Ubieta
- Núria Lloansi : Monica Ubieta, madre di Léna

#### Famiglia di Camille
- Anne Serra : Sophie Berger, sorella di Camille
- Fabienne Bargelli : Michèle Berger, madre di Camille

#### Altri
- Francis Renaud : Big Ben
- Luc Antoni : Zubiondo

### Attori ricorrenti
- Arnaud Binard : procuratore Vidal
- Charles Salvy : Martial Lorca
- Folco Marchi : Christophe « Chris » Mourier
- Grégory Nardella : Tony Romero

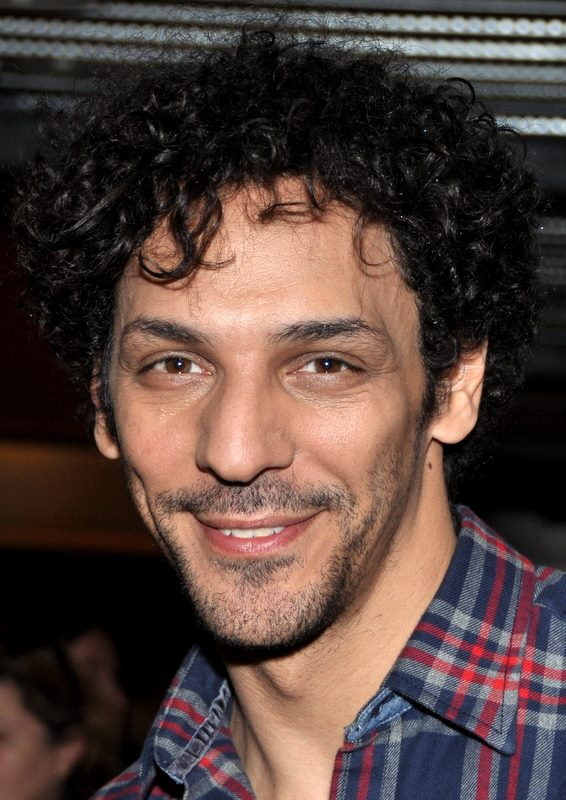
Tomer Sisley
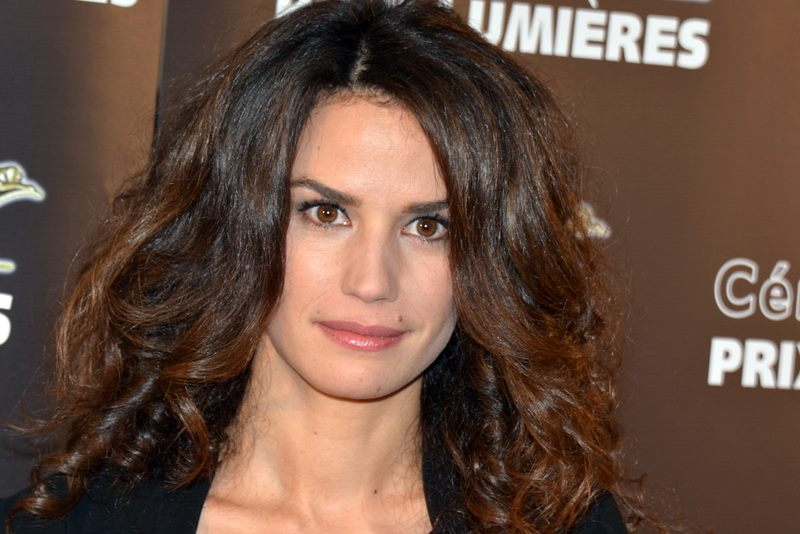
Barbara Cabrita
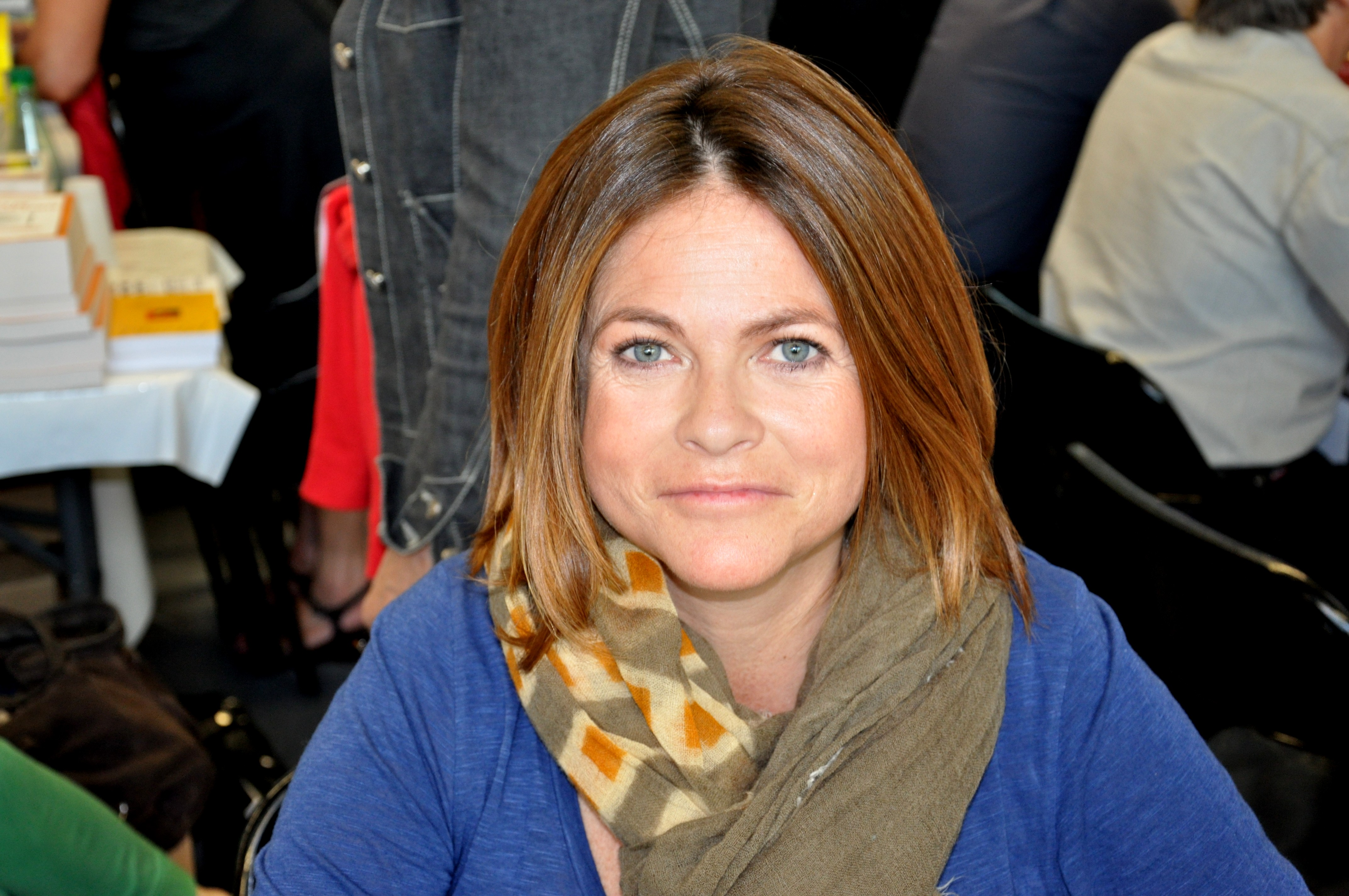
Charlotte Valandrey
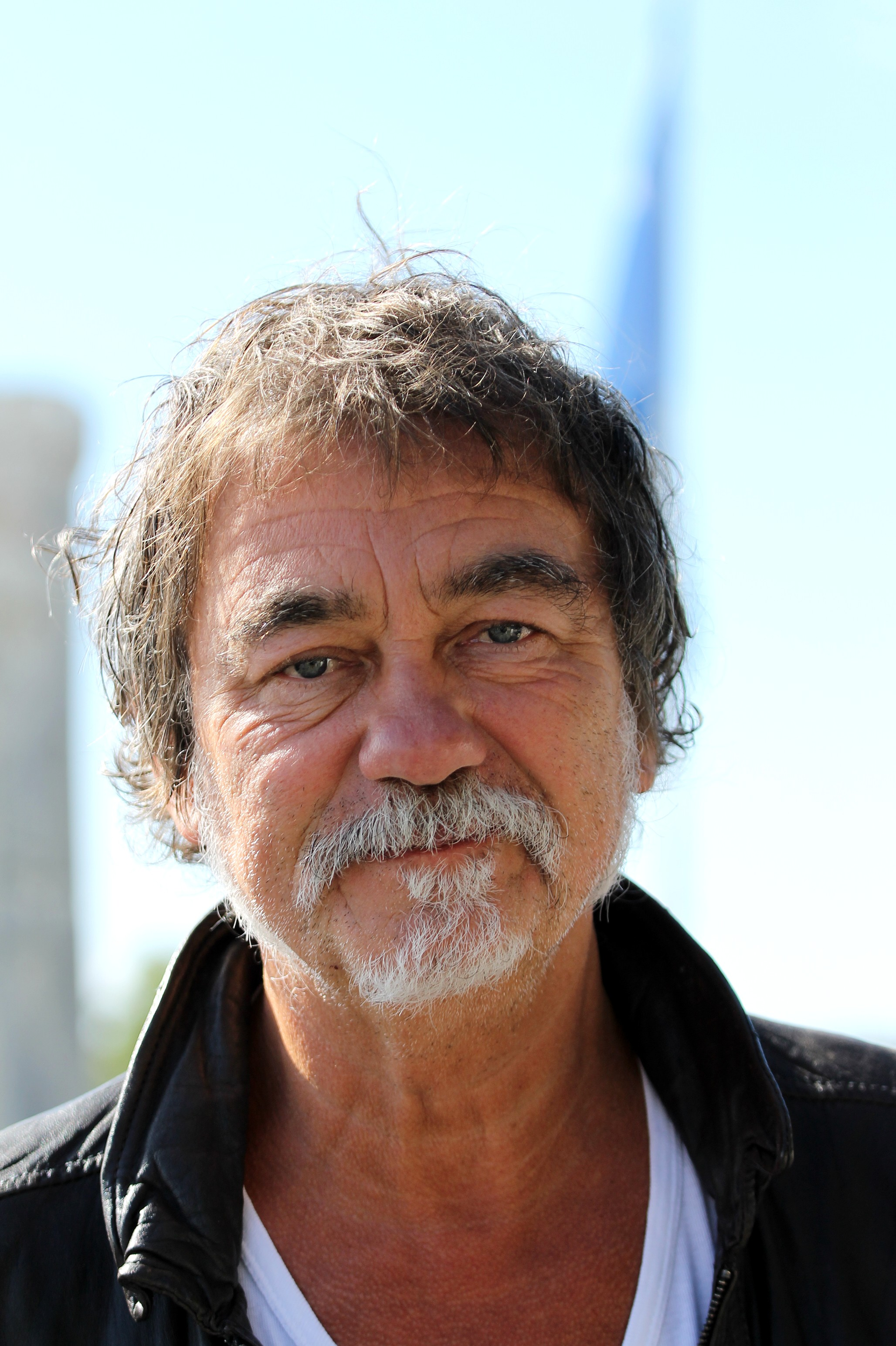
Olivier Marchal
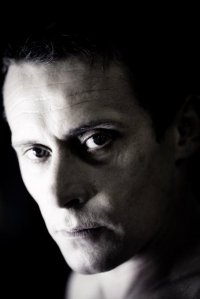
Francis Renaud
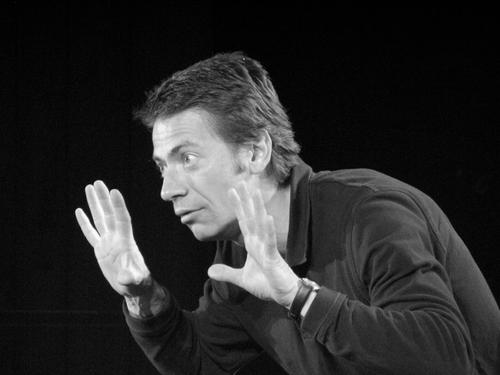
Luc Antoni

## Produzione

### Sviluppo
Odile Vuillemin, che interpretò il psico-criminologo Chloé Saint-Laurent per sette stagioni nella serie Profiling, è questa volta un capitano di gendarmeria ed affronta l'umorista Tomer Sisley, formidabile nel ruolo di un predatore sessuale e assassino seriale.
Nel ruolo dei due adolescenti, troviamo Jules Houplain, che aveva già recitato il ruolo di un adolescente omosessuale in Baisers cachés, e Victor Meutelet che, a sua volta, aveva ugualmente interpretato un giovane omosessuale in coppia con Rayane Bensetti nella serie Clem.

### Ripresa
Realizzata con il sostegno finanziario della regione Occitanaiana che usa abbondantemente lo scenario naturale, i monumenti e il TER, le riprese hanno avuto luogo dal 10 maggio al 14 agosto 2017 nell'Aude e nei Pirenei orientali soit 13 settimane di riprese dont 3 semaines à Céret (Pirenei orientali).
Le scene di montagna sono state girate a La Llagonne, a Angles, a Font-Romeu e a Mont-Louis; le scene del mare sono state girate a Port-Vendres, a Cerbère e a Banyuls-sur-Mer; le scene della città sono state girate a Céret, a Perpignan (al CCI, all'ospedale centrale e in appartamenti privati), ainsi qu'à Montfort-sur-Boulzane, a Gincla, a Villefranche-de-Conflent, a Reynès, a Cabestany, a Saint-Paul-de-Fenouillet e a Salses-le-Château.